# Bébrices
Los bébrices fueron un pueblo que habitaba en Bitinia. Según Estrabón, era una de las muchas tribus tracias que habían cruzado desde Europa hasta Asia.
Según la leyenda fueron derrotados por Heracles o los Dioscuros, que mataron a su rey, Migdón o Ámico. Su tierra fue entonces dada al rey Lico de los mariandinos, que construyó la ciudad de Heraclea allí. Algunos versiones dicen que Ámico era hermano de Migdón, siendo ambos hijos de Poseidón y Melíade y reyes de los bébrices.